# Capturista
En informática, un capturista es una persona encargada de manejar y convertir los datos de su forma original a un formato legible para la computadora.
Su objetivo es obtener e introducir información  en una base de datos, para que, posteriormente, sean utilizadas por usuarios finales, así como introducir esos mismos datos en las estructuras de datos internas de los programas que serán utilizados por usuarios finales.
Por ejemplo: un capturista puede introducir datos de un programa de base de datos y un operador o supervisor de alguna empresa puede acceder a ellos por uno o más programas diferentes informáticos encargados de la gestión de esos mismos datos.
- Datos: Q5748704